# Банк Республики Бурунди
Банк Республики Бурунди (фр. Banque de la République du Burundi) — центральный банк Бурунди. Центральный офис банка находится в Бужумбуре, агентства банка — в Гитеге и Нгози.
В соответствии с уставом банка основными его задачами являются: определение валютной и кредитной политики и поддержание курса национальной валюты, необходимых для гармоничного развития экономики страны. Банк обладает исключительным правом на выпуск банкнот и монет, являющихся законным платёжным средством.

## История
- Королевским указом от 27 июля 1887 года бельгийский франк устанавливается в качестве официальной валюты Свободного государства Конго, в которое входило Бурунди.
- Занзибарский договор 1890 года передал Руанду и Бурунди в германскую сферу влияния в Африке; германская восточноафриканская рупия становится официальной валютой, фактически в обращении продолжалось использование бельгийского франка, а также других валют (французский франк, индийская рупия и др.).
- 10 октября 1927 года Руанда и Бурунди включены в зону деятельности Банка Бельгийского Конго; фактически выпускавшийся этим банком конголезский франк вследствие поражения Германии в Первой мировой войне обращался на этих территориях с 1919 года.
- 1 июля 1952 года право эмиссии конголезского франка передано государственному Центральному банку Бельгийского Конго и Руанды-Бурунди.
- 21 августа 1960 года создан Эмиссионный банк Руанды и Бурунди, 2 сентября 1960 года начат выпуск новой валюты — франка Руанды и Бурунди.
- 9 апреля 1964 года учреждён Королевский банк Бурунди. 30 сентября 1964 года расторгнут валютный и таможенный союз Руанды и Бурунди, обе страны вводят собственные валюты.
- В ноябре 1966 года провозглашена республика, законом от 28 апреля 1967 года банк переименован в Банк Республики Бурунди[1][2].